# أمريكا المفتوحة 2015 (كرة مضرب)
بطولة أمريكا المفتوحة 2015 (بالإنجليزية: 2015 US Open) هي بطولة كرة مضرب تُقام على الملاعب الصلبة . وهي النسخة 135 من أمريكا المفتوحة. وهي رابع وآخر بطولات الجراند سلام في سنة 2015.
يُدافع الكرواتي مارين سيليتش عن لقبه في فردي الرجال، بينما تُدافع الأمريكية سيرينا ويليامز عن لقبها لثالث مرة في فردي السيدات.